# Star FM (Limburg)
Star FM was een Limburgse radiozender. Het was de opvolger van Radio Limburg, welke begin 2003 zijn eerste programma uitzond.
Star FM draaide allerlei muziek, afgewisseld met nieuws uit Limburg. Star FM kon worden gezien als het radio-broertje van TV Limburg. De slogan van Star FM was "You're a shining star"
Op 31 maart 2006 veranderde de naam van Radio Limburg in Star FM. Star FM was het geesteskindje van Marcel Limbourg.
Op dinsdag 29 april 2008 is Star FM vervangen door RADIONL.

## De frequenties waren
- 97,6 MHz (FM) — Maastricht
- 98,1 MHz — uiterst Zuid-Oost-Limburg
- 97,7 MHz — Parkstad Limburg en Sittard-Geleen
- 96,1 MHz — Midden-Limburg
- 98,5 MHz — Weert
- 88,6 MHz — Venlo